# Peniocereus lazaro-cardenasii
Peniocereus lazaro-cardenasii är en kaktusväxtart som först beskrevs av J.L. Contr., J. Jiménez Ram., Sánchez-mej. och C.A. Toledo, och fick sitt nu gällande namn av David Richard Hunt. Peniocereus lazaro-cardenasii ingår i släktet Peniocereus och familjen kaktusväxter. Inga underarter finns listade i Catalogue of Life.